# Pyramiden (Schytt-Gletscher)
Pyramiden (norwegisch für Pyramide) ist ein Nunatak im ostantarktischen Königin-Maud-Land. Er ragt 3 km östlich des Bergs Knallen an der Ostseite des Kopfendes des Schytt-Gletschers auf.
Norwegische Kartografen benannten ihn deskriptiv und nahmen anhand von Luftaufnahmen und Vermessungen der Norwegisch-Britisch-Schwedischen Antarktisexpedition (1949–1952) eine Kartierung vor.